# Betreuung (Recht)
Die Betreuung (Recht) ist ein deutsches Rechtsinstitut, durch das Volljährige, die wegen psychischer Störungen oder körperlicher, geistiger oder psychischer Behinderungen ihre Angelegenheiten ganz oder teilweise nicht selbst regeln können, Unterstützung, Hilfe und Schutz erhalten, wobei ein für sie bestellter Betreuer unter gerichtlicher Aufsicht die Vertretungsmacht nach außen erhält, im Innenverhältnis aber zur Beachtung des Willens des Betreuten verpflichtet ist. Die Betreuung wurde durch das am 1. Januar 1992 in Kraft getretene Betreuungsgesetz eingeführt und war bis 2022 in den §§ 1896 ff. des Bürgerlichen Gesetzbuchs (BGB) geregelt. Zum 1. Januar 2023 erfolgte eine Neuregelung in den §§ 1814 ff. BGB.
Zur Rechtslage in anderen Staaten siehe unter Erwachsenenschutzrecht.
Rechtliche Betreuung ist keine soziale, pflegerische oder gesundheitliche Versorgung. Sie ist an die Stelle der früheren Vormundschaft über Volljährige und der „Gebrechlichkeitspflegschaft“ getreten und auf die erforderlichen Aufgabenbereiche beschränkt. Die rechtliche Betreuung ermöglicht Rechtshandlungen stellvertretend im Namen der Betreuten (§ 164 BGB), die diese selbst nicht vornehmen können. Der Betreuer kann als gesetzlicher Vertreter fungieren.
Kritiker vertreten die Auffassung, dass die Betreuung in der Praxis dennoch oft einer Entmündigung gleichkomme, obwohl das gesetzgeberische Ziel der Reform „Betreuung statt Entmündigung“ gewesen sei, um den Betroffenen Hilfe zu einem autonomen Leben zu leisten.
Artikel 46 des Jahresberichts 2018 des UN-Menschenrechtsrats empfiehlt Staaten Gesetze aufzuheben, die wie das Betreuungsrecht eine stellvertretende Entscheidung ermöglichen. Stattdessen sollen freiwillige, die Entscheidung des Betroffenen unterstützende Maßnahmen gefördert werden. Im Gegensatz zur UN-Behindertenrechtskonvention (UN-BRK) haben die Empfehlungen des UN-Menschenrechtsrats allerdings keine Gesetzeskraft. Die am 1. Januar 2023 in Kraft getretene Reform des Betreuungsrechts hat die vorgenannte Kritik an vielen Stellen aufgegriffen und den Willen des Betreuten (gegenüber seinem objektiven Wohl) deutlicher hervorgehoben.

## Ausgangssituation
In Deutschland war 2021 jeder vierte Einwohner älter als 60 Jahre, 2030 wird es jeder Dritte sein.
Am 31. Dezember 2015 waren in Deutschland rund 1,3 Millionen Betreuungsverfahren anhängig. Die Zahl der Verfahren war damit gegenüber dem Vorjahr um ca. 2,3 Prozent gesunken. Der Rückgang erfolgte erstmals im Jahre 2012. Die „Betreuungsdichte“, also die Anzahl der Betreuungsverfahren pro Tausend Einwohner, ist in den Bundesländern unterschiedlich: Mecklenburg-Vorpommern (22,1), Sachsen-Anhalt (21,5) und das Saarland (21,4) weisen die höchste, Baden-Württemberg mit 11,2 ‰ die mit Abstand geringste Betreuungsdichte auf; dabei lag die durchschnittliche Betreuungsdichte bei 16,2 Promille. Der Anteil der sogenannten Berufsbetreuungen steigt regelmäßig an und ist 2013 gegenüber 1992 um 14,2 auf 34,32 % gestiegen. Für rechtliche Betreuungen stehen in Deutschland 12.000 Berufsbetreuer, Angestellte aus über 800 Betreuungsvereinen und mehrere Hunderttausend ehrenamtliche Betreuer zur Verfügung.

## Anordnung einer Betreuung
Die Betreuerbestellung kann gemäß § 1814 BGB auf eigenen Antrag des Betroffenen oder von Amts wegen erfolgen. Eine Anregung kann von jeder beliebigen Person ausgehen. Die Anregungen können bei den Betreuungsbehörden sowie bei jedem anderen Gericht eingereicht werden. Die Entscheidung darüber, ob die Bestellung eines Betreuers erfolgt, obliegt dem Betreuungsgericht. In der Regel ist dies eine Abteilung des Amtsgerichts. Das Betreuungsgericht hat zu prüfen, ob die engen Voraussetzungen des § 1814 BGB in Verbindung mit § 278 und § 280 FamFG vorliegen.
In § 1814 BGB werden als Voraussetzungen einer Betreuung im Einzelnen genannt:
- Der Betroffene ist volljährig.
- Der Betroffene kann seine Angelegenheit ganz oder teilweise nicht besorgen.
- Ursache dafür ist eine psychische Erkrankung oder eine körperliche, geistige oder seelische Behinderung.
- Andere geeignete und ausreichende Möglichkeiten der Hilfe, z. B. Nachbarn oder soziale Dienste oder Bevollmächtigte, stehen nicht zur Verfügung.
- Einverständnis des Betroffenen mit der Betreuerbestellung. Wenn der Betroffene krankheitsbedingt nicht mehr in der Lage ist, seinen Willen frei zu bestimmen, ist eine Betreuerbestellung auch gegen dessen geäußerten Willen möglich.

Im Gesetz zum familienrechtlichen Verfahren FamFG werden zwei weitere Voraussetzungen genannt:
- Es liegt mindestens ein ärztliches Attest vor. Sofern die Betreuerbestellung gegen den geäußerten Willen des Betroffenen vorgenommen werden soll, muss ein Gutachten vorliegen (§ 280 FamFG).
- Der Betreute wurde zuvor vom Richter angehört (§ 278 Abs. 1 FamFG).[10]

### Volljährigkeit
Ein Betreuer kann nur für Volljährige bestellt werden. Für Minderjährige kann ein Vormund als gesetzlicher Vertreter des Mündels oder aber ein Pfleger bzw. das Jugendamt als Beistand bestellt werden. Allerdings kann, wenn bereits feststeht, dass eine minderjährige Person später einen Betreuer benötigen wird, das Betreuungsverfahren bereits mit Vollendung des 17. Lebensjahres durchgeführt werden; die Betreuerbestellung wird in diesem Fall mit Eintritt der Volljährigkeit wirksam (§ 1814 Abs. 5 Satz 2 BGB).

### Erforderlichkeit
Ein Betreuer darf gemäß 1814 Abs. 2 Satz 1 BGB nur für diejenigen Aufgabenbereiche bestellt werden, in denen der Betreute der Hilfe bedarf und die einen gesetzlichen Vertreter benötigen. Wird beispielsweise der Betreute nur in einigen Lebensbereichen beeinträchtigt, so ist die Betreuung auf diese zu beschränken, z. B. Aufenthaltsbestimmung, Vermögensverwaltung oder Gesundheitsfürsorge. Das Betreuungsgericht legt die Aufgabenbereiche, für die eine Betreuung notwendig ist, fest, wobei diese im Nachhinein auch erweitert oder eingeschränkt werden können.
Allerdings kann es z. B. sein, dass eine Betreuung trotz Vorhandenseins von Familienangehörigen oder Bevollmächtigten nötig wird, nämlich dann, wenn diese Personen gegen Wohl und Willen der betroffenen Person handeln oder von ihr nicht mehr kontrolliert werden können. Außerdem müssen die oben genannten sozialen Hilfen beantragt, organisiert und ggf. bezahlt werden. Wenn der Betroffene nicht selbst handeln kann, benötigt er hierfür eine Person, die ihn vertritt. Ein Bevollmächtigter ist aus der Vollmacht zur Vertretung berechtigt, der Betreuer erhält die Vertretungsmacht mit seiner Bestellung durch das Betreuungsgericht. Vor- und Nachteile einer Vorsorgevollmacht werden im Artikel „Vorsorgevollmacht“ behandelt.

### Psychische Krankheit oder Behinderung
Für die Anordnung einer Betreuung ist Voraussetzung, dass der Betreute wegen der in § 1814 Abs. 1 BGB aufgeführten Krankheiten oder körperlichen, geistigen oder seelischen Behinderungen seine Angelegenheiten ganz oder teilweise nicht besorgen kann.
1. psychische Krankheiten: Hierzu zählen alle körperlich nicht begründbaren seelischen Erkrankungen; jedoch auch seelische Störungen als Folge von Erkrankungen (z. B. Hirnhautentzündungen) oder Hirnverletzungen. Hierunter fallen auch Suchterkrankungen (beispielsweise Alkohol- oder Rauschgiftabhängigkeit) bei entsprechendem Schweregrad; die Sucht muss aber im ursächlichen Zusammenhang mit einer Behinderung oder einer geistigen Erkrankung stehen oder es muss ein auf die Sucht zurückzuführender psychischer Zustand eingetreten sein.[11] Alkoholikern und Drogensüchtigen kann daher kein Betreuer bestellt werden, solange nur eine Suchterkrankung vorliegt.[12] Gleiches gilt für Neurosen, Zwangserkrankungen oder Persönlichkeitsstörungen (früher: Psychopathien);
2. geistige Behinderungen: Hierunter fallen angeborene sowie die während der Geburt oder durch frühkindliche Hirnschädigung erworbenen Intelligenzdefekte verschiedener Schweregrade;
3. seelische Behinderungen: Dies sind bleibende psychische Beeinträchtigungen, die als Folge psychischer Erkrankungen entstanden sind. Hierzu gehören auch hirnorganischer Beeinträchtigungen (Demenz) des zunehmenden Alterns (z. B. Demenz vom Alzheimer-Typ);
4. körperliche Behinderungen: Diese können ebenfalls Anlass für die Bestellung eines Betreuers sein, soweit sie die Fähigkeit zur Besorgung der eigenen Angelegenheiten teilweise aufheben oder wesentlich beeinträchtigen (z. B. bei dauernder Bewegungsunfähigkeit oder Taubblindheit); die Betreuerbestellung erfolgt nur auf Antrag des Betroffenen.

Die größte Gruppe der Menschen, für die ein Betreuer bestellt wird, sind alte Menschen, die an der Alzheimer-Krankheit oder einer anderen Demenz erkrankt sind. Auch für Menschen mit geistigen Behinderungen wird im Erwachsenenalter häufig ein rechtlicher Betreuer bestellt.

### Andere Hilfen
Die Bestellung eines Betreuers ist nicht erforderlich, wenn die Angelegenheiten des Betroffenen auch durch andere Hilfen ohne die Einschaltung eines gesetzlichen Vertreters besorgt werden können (§ 1814 Abs. 2 Satz 2 BGB). Anderweitige Hilfe kann z. B. durch Familienangehörige, Nachbarschaftshilfe oder soziale Dienste oder hierzu Bevollmächtigte erfolgen. Die Betreuung nach dem BGB ist somit subsidiär (nachrangig). Durch die Einfügung des Wortes „rechtlich“ in den damaligen § 1896 BGB im Jahre 1999 wurde verdeutlicht, dass Betreuungstätigkeit eine rechtliche Vertretung darstellt. Die Betreuungsbehörde ist zur Vermittlung dieser Hilfen verpflichtet ( § 8 Abs. 1 Satz 2 Betreuungsorganisationsgesetz (BtOG), bis 2022 war dies in § 4 Abs. 2 Satz 2 Betreuungsbehördengesetz (BtBG) geregelt).
Wenn jemand tatsächlich seine Angelegenheiten nicht mehr selbstständig besorgen kann (etwa seinen Haushalt nicht mehr führen, die Wohnung nicht mehr verlassen kann usw.), rechtfertigt dies in der Regel nicht die Betreuerbestellung. Hier wird es im Normalfall auf praktische Hilfen ankommen (z. B. Sauberhalten der Wohnung, Versorgung mit Essen), für die man keinen gesetzlichen Vertreter braucht. Das Bundessozialgericht verweist hierfür auf das ambulant betreute Wohnen und führt im Einzelnen aus:
„Das Ambulant-betreute-Wohnen umfasst nach den weiteren Regelungen direkte, mittelbare und indirekte Betreuungsleistungen. Zu den direkten Betreuungsleistungen zählen: Hilfen zur Bewältigung/Verminderung von Beeinträchtigungen/Gefährdungen durch die Behinderung/Erkrankung, bei der Aufnahme und Gestaltung persönlicher/sozialer Beziehungen, der Alltagsgestaltung, -bewältigung und Lebensplanung, der Teilhabe am Leben in der Gemeinschaft und Maßnahmen der Krisenintervention. Als mittelbare Betreuungsleistungen sind ua aufgeführt: Gespräche im sozialen Umfeld des Klienten, Koordination der Hilfeplanung sowie Organisation des Helferfeldes, Telefonate und Schriftverkehr bezüglich Alltagsangelegenheiten des Klienten.“
In der Praxis wird, besonders wenn es keine anderen Hilfspersonen gibt, doch ein Betreuer für die Organisation der Hilfen bestellt. Selbst die Mitarbeiter der Stellen, die die vorrangige Hilfe zu erbringen hätten, um Betreuung zu vermeiden, gehen häufig fälschlich davon aus, dass Betreuung vorrangig wäre.
Mit einer Vorsorgevollmacht kann man für den Fall einer Betreuungsbedürftigkeit einer Person seines Vertrauens Vollmacht für alle eventuell anfallenden Rechtsgeschäfte erteilen und so die Anordnung einer Betreuung vermeiden. Hierfür müssen ggf. bestimmte Formvorschriften beachtet werden.

### Betreuung gegen den Willen des Betroffenen
Eine Betreuung gegen den geäußerten Willen des Betreuten kann nur angeordnet werden, wenn dem Betroffenen die Fähigkeit fehlt, seinen Willen frei zu bilden und die Bedeutung der Betreuung für seine Lebensgestaltung zu erkennen (§ 1814 Abs. 1a BGB). Liegt ausschließlich eine körperliche Behinderung vor, ist eine Betreuerbestellung nur auf eigenen Antrag hin möglich; es sei denn, es ist überhaupt keine Verständigung mit dem Betroffenen möglich (Locked-in-Syndrom).
Wenn von den Betroffenen auf Grund einer psychischen Krankheit oder einer geistigen oder seelischen Behinderung eine erhebliche, konkrete Gefahr für sich oder Dritte ausgeht, kommt ein Unterbringungsverfahren nach § 1831 BGB oder den Psychisch-Kranken-Gesetzen der Länder in Betracht (§ 312 FamFG).

## Betreuungsverfahren
Die Betreuungsanordnung erfolgt im Verfahren der freiwilligen Gerichtsbarkeit (§§ 1 bis 110 sowie 271 bis 341 FamFG), für das spezielle Verfahrensgarantien festgelegt wurden. Der Betreute ist immer verfahrensfähig (§ 275 FamFG) und kann zum Beispiel gegen Beschlüsse Beschwerde einlegen und/oder einen Anwalt oder einen sonstigen geeigneten Verfahrensbevollmächtigten mit seiner Vertretung beauftragen (§ 276 Abs. 4 FamFG).
Der Betreute muss durch einen unabhängigen Sachverständigen begutachtet werden. Ein (u. U. selbst vorgelegtes) ärztliches Zeugnis ist nur dann ausreichend, wenn der Betroffene eine Betreuerbestellung selbst beantragt. In Eilfällen genügt gleichfalls ein ärztliches Zeugnis; die Begutachtung ist aber nachzuholen. Das Betreuungsgericht ist in diesem Falle nach § 1867 auch befugt, die erforderlichen Maßnahmen selbst zu treffen.
Aus § 30 Abs. 1 FamFG in Verbindung mit § 406 ZPO folgt, dass der Gutachter abgelehnt oder das Gutachten angefochten werden kann, wenn Gründe vorhanden sind, die das Misstrauen gegen die Unparteilichkeit des Gutachters rechtfertigen und die Besorgnis der Befangenheit des Gutachters begründen (§ 42 ZPO).
Die Betreuerauswahl und die Bestellung des ausgewählten Betreuers erfolgt innerhalb des Betreuungsverfahrens. Das Gericht kann eine vom Betroffenen vorgeschlagene Person nicht als Betreuer mit der Begründung ablehnen, dass eine andere Person besser geeignet sei (§ 1816 Abs. 4 BGB). Unter bestimmten Umständen können mehrere Betreuer für einen Betreuten bestellt werden (§ 1817 BGB), z. B. auch ein Verhinderungsbetreuer. Für die Sterilisation ist stets ein spezieller Betreuer (Sterilisationsbetreuer) zu bestellen (§ 1817 Abs. 2 BGB).

## Geschäftsfähigkeit und Rechte des Betreuten
Mit dem Betreuungsrecht wurde die frühere „Entmündigung“ abgeschafft. Durch die Einrichtung der rechtlichen Betreuung wird die Geschäfts-, Delikts-, Ehe- und Testierfähigkeit des Betroffenen nicht beeinträchtigt. Vom Wahlrecht waren bis Mitte 2019 Betreute bei „Anordnung der Betreuung in sämtlichen Angelegenheiten“ ausgeschlossen.
Gemäß § 1815 BGB ist der Betreuer der gesetzliche Vertreter in den eingerichteten Aufgabenbereichen. Sowohl der Betroffene als auch der Betreuer können rechtswirksam handeln. Deshalb sollte der Betreuer alle wichtigen Angelegenheiten, wie in § 1821 BGB festgelegt, mit dem Betreuten besprechen, damit es nicht zu gegensätzlichen Handlungen kommt. Nur Menschen, die sich dauerhaft in einem die freie Willensbestimmung ausschließenden Zustand krankhafter Störung der Geistestätigkeit befinden, sind nicht geschäftsfähig (§ 104, 105 BGB). Sinn des seit 1992 bestehenden Betreuungsrechts ist es, den Betroffenen im Gegensatz zum früheren Vormundschaftsrecht nicht zu entmündigen.
Wer im Zustand der Geschäftsunfähigkeit Geschäfte zu seinen Ungunsten abschließt, muss die Geschäftsunfähigkeit nachweisen, damit festgestellt werden kann, dass die getätigten Rechtsgeschäfte nichtig sind. Dieser Nachweis entfällt, wenn eine Betreuung mit Einwilligungsvorbehalt eingerichtet wurde (§ 1825 BGB). Bei Zahlungen an den geschäftsunfähigen Betreuten besteht ein Haftungsrisiko der Bank.

### Einwilligungsvorbehalt
Soweit es zur Abwendung einer erheblichen Gefahr für die Person oder das Vermögen des Betreuten erforderlich ist, kann das Betreuungsgericht gesondert anordnen, dass der Betreute zu seinem Schutz zu einer Willenserklärung (und damit zum Abschluss von Verträgen) im Rahmen des Aufgabenkreises des Betreuers dessen Einwilligung bedarf: (Einwilligungsvorbehalt nach § 1825 BGB). Dies führt faktisch zur Einschränkung der Geschäftsfähigkeit.
Bestimmte Willenserklärungen sind jedoch selbst bei angeordnetem Einwilligungsvorbehalt nicht davon betroffen. Darunter fallen höchstpersönliche Entscheidungen, für die generell keine Betreuung möglich ist, wie etwa das Eingehen der Ehe oder die Errichtung eines Testaments (§ 1825 Abs. 2 BGB).

### Grundrechte
Ein Betroffener kann sich immer direkt auf seine in der Verfassung verankerten Grundrechte berufen. In den BGH Beschlüssen XII ZB 69/00 und XII ZB 236/05 heißt es:
„In der Rechtsprechung des Bundesverfassungsgerichts ist darauf hingewiesen worden, dass der Vormund im Rahmen der Fürsorge öffentliche Funktionen wahrnimmt und sich daher der Mündel auch gegenüber Handlungen des Vormunds auf seine Grundrechte berufen kann; nichts anderes gilt im Verhältnis des Betreuers zum Betreuten.“
Dem Betreuten stehen seine Grundrechte zu, z. B. gegenüber dem Betreuer oder dem Betreuungsgericht, das die Betreuung anordnet, den Betreuer auswählt und kontrolliert und ggf. einzelne Entscheidungen im Rahmen gerichtlicher Genehmigungspflichten trifft. Gegenüber dem Betreuer übt das Betreuungsgericht unmittelbare rechtsprechende Staatsgewalt aus und ist daher direkt an die Grundrechte gebunden. In Betracht kommen im betreuungsrechtlichen Umfeld neben dem allgemeinen Persönlichkeitsrecht (Art. 2 GG) das Post- und Fernmeldegeheimnis (Art. 10 GG), das Recht auf Freizügigkeit (Art. 11 GG), das Wohnungsgrundrecht (Art. 13 GG), das Eigentumsgrundrecht (Art. 14 GG), der Anspruch auf rechtliches Gehör (Art. 103 Abs. 1 GG) und die Rechtsgarantien bei Freiheitsentzug (Art. 104 GG).
Eindeutig ist auch eine Drittwirkung der Grundrechte gegeben. Da der Betreuer nicht nur bei speziellen Genehmigungspflichten, sondern auch allgemein der Aufsicht des Betreuungsgerichtes unterliegt (und mit Ge- und Verboten einschließlich Zwangsgeldern belegt werden kann, vgl. § 1862 Abs. 2 und 3 BGB), hat das Gericht die Beachtung der Grundrechte durch den Betreuer im Rahmen seiner Aufsicht einzubeziehen. Auch eine mögliche Betreuerentlassung nach § 1868 Abs. 1 BGB kann sich darauf stützen.
Art. 2 Grundgesetz garantiert jedem Menschen ein Leben in Würde. Selbstbestimmung, Freiheit der Person, körperliche Unversehrtheit und Art. 3 Gleichheit vor dem Gesetz gehören zu den wichtigsten Grundrechten. In diese Grundrechte darf unter Beachtung des Wesenskerns durch Gesetz eingegriffen werden (Art. 19 Abs. 2 GG). Daher ist das Wohl des Betreuten vorrangig durch ihn selbst zu bestimmen. Erst das Gesetz zur Regelung der betreuungsrechtlichen Einwilligung in eine ärztliche Zwangsmaßnahme vom 18. Februar 2013 konnte die Grundrechte des Betreuten zur Durchführung einer Zwangsbehandlung einschränken.
Während das frühere Entmündigungsverfahren deutliche Defizite in Bezug auf die obigen Grundrechte aufwies, sind das Betreuungsverfahren und das Unterbringungsverfahren mit zahlreichen Verfahrensvorschriften (insbesondere zur Verfahrensfähigkeit, zur Verfahrenspflegerbestellung und persönlichen Anhörung) prinzipiell geeignet, dem Grundrechtsschutz Genüge zu tun. Das Verfahren ist ab 1. September 2009 in § 271 FamFG (Gesetz über das Verfahren in Familiensachen und in den Angelegenheiten der freiwilligen Gerichtsbarkeit) beschrieben. Allerdings wurde die längstmögliche Überprüfungsfrist bei der Betreuerbestellung von fünf auf sieben Jahre verlängert (§ 295 Abs. 2 FamFG, früher § 69 FGG).
Zum 1. Januar 2023 wurde aber eine neue 2-Jahres-Überprüfungspflicht bei Betreuungen gegen den erklärten Willen in § 295 FamFG aufgenommen.
Der Betreuer trägt auch Verantwortung dafür, dass die Grundrechte des Betreuten nicht durch andere staatliche Stellen (Behörden, Gerichte) beeinträchtigt werden. Hierfür hat er mit Rechtsmitteln aller Art einschl. Strafanzeigen sowie Amtshaftungsansprüchen nach § 839 BGB i. V. m. Art. 34 GG zu sorgen. Im Innenverhältnis zwischen Betreuer und Betreutem strahlen die Grundrechte im Rahmen der Bestimmung des § 1901 Abs. 2 und 3 BGB aus. Die Berücksichtigung von Wünschen des Betreuten im Rahmen der Betreuertätigkeit sowie dessen Beteiligung an Betreuerentscheidungen im Rahmen der dort genannten Besprechungspflicht sind (auch) unter den Aspekten des Grundrechtsschutzes des Betreuten zu sehen. Indes muss klar gesagt werden, dass die Bildung eines freien (von Krankheiten) unbeeinträchtigten Willens bei vielen Betreuten beeinträchtigt ist, sodass der Betreuer einen Entscheidungsspielraum besitzt. Der BGH stellte allerdings in der Entscheidung XII ZB 2/03 klar, dass das Wohl des Betreuten nicht objektiv, sondern subjektiv nach dem individuell mutmaßlichen Willen des Betreuten zu bestimmen ist. Artikel 2 I GG gebietet, dass grundsätzlich so zu entscheiden ist, wie der Betreute unter Berücksichtigung seiner aktuellen Situation selbst entscheiden würde, wenn er könnte.

### Prozessfähigkeit des Betreuten
Rechtsgrundlagen: §§ 51 bis 53 ZPO, § 11 VwVfG
Anders als oben beschrieben, ist in sonstigen Gerichtsverfahren (Zivilprozess, Finanz-, Sozial- und Verwaltungsgerichtsverfahren) der Betreute dann prozessunfähig, wenn er entweder geschäftsunfähig i. S. des § 104 BGB ist oder für ihn ein Einwilligungsvorbehalt (§ 1825 BGB) angeordnet ist. Außerdem ist er in konkreten Verfahren dann prozessunfähig, wenn der Betreuer für ihn das Verfahren betreibt - und (seit 1.1.2023) zusätzlich eine Ausschließlichkeitserklärung abgegeben hat.
Hierdurch soll konkurrierendem und sich widersprechendem Handeln von Betreuer und Betreutem entgegengewirkt werden – wobei der Betreuer natürlich im Rahmen des § 1821 Abs. 2 und 3 BGB an die Wünsche des Betreuten gebunden ist. Gleiches gilt auch in behördlichen Verfahren aller Art, da in den Verwaltungsverfahrensgesetzen und im SGB X sowie der Abgabenordnung auf § 53 ZPO verwiesen wird. Dass der Betreuer an die Wünsche des Betreuten gebunden ist, bedeutet allerdings nicht, dass der Betreute nicht rechtlich verantwortlich für Versäumnisse und Fehler des Betreuers ist. Diese muss er sich zurechnen lassen.

## Pflichten des Betreuers
Das Wohl des Betreuten ist nach dem Willen des Gesetzes vorrangig durch den Betreuten selbst zu bestimmen. Der Betreuer soll für den Betroffenen eine Hilfe sein und diesen nicht bevormunden. Der Betreute soll über seine Angelegenheiten selbst entscheiden, soweit dies verantwortet werden kann. Der Betreuer darf dem Betreuten gegen dessen Willen keine sparsame Lebensführung aufzwingen, wenn entsprechende Geldmittel vorhanden sind.
Im Aufgabenkreis Gesundheitssorge ist der Betreuer als gesetzlicher Vertreter des Betroffenen ebenfalls vom Arzt zu informieren. Ist der betreute Patient damit nicht einverstanden, muss der Betreuer diesen Willen in der Regel beachten (§ 1821 Abs. 3 BGB). Kann eine einvernehmliche Lösung nicht gefunden werden, entscheidet das Gericht über das Auskunftsersuchen des Betreuers gegenüber dem Arzt (§ 1862 BGB).
Weiter muss der Betreuer dem Betreuungsgericht mindestens einmal jährlich über die persönlichen und wirtschaftlichen Verhältnisse des Betreuten berichten. Der Betreuer haftet für durch die Verletzung seiner Betreuerpflichten entstandenen Schäden. Berufsbetreuer benötigen eine eigene Vermögensschadenshaftpflichtversicherung, ehrenamtliche Betreuer sind über das jeweilige Bundesland versichert.

## Selbstbestimmung und Zwang
Die Betreuung soll dem Wohl des Betreuten nach dessen Wünschen dienen (§ 1821 BGB). Bei Zuwiderhandlung haftet der Betreuer für nachweisbar entstanden Schadens gemäß § 1908i, § 1833 BGB. Nur in wenigen Fällen ist der geäußerte Wunsch des Betreuten nicht zu beachten.

### Unbeachtlichkeit der geäußerten Wünsche
Die vom Betreuten geäußerten Wünsche müssen vom Betreuer nicht erfüllt werden, wenn sie seinem objektiven Interesse zuwiderlaufen und einer der nachfolgenden Punkte vorliegt (BGH Urteil vom 22. Juli 2009):
- Der vom Betreuten geäußerte Wunsch ist Ausdruck seiner Krankheit oder Behinderung.
- Der Betreute verfügt nicht über ausreichende Kenntnisse für eine sachgerechte Entscheidung.
- Höherrangige Rechtsgüter des Betreuten würden gefährdet.
- Die gesamte Lebens- und Versorgungssituation würde sich verschlechtern.

Der Vorrang des Willens des Betreuten schützt dessen Wünsche als Ausfluss seines Selbstbestimmungsrechts. „Der Staat hat nicht das Recht, den Betroffenen zu erziehen, zu bessern, oder zu hindern, sich selbst zu schädigen“, wenn er über einen freien Willen verfügt, also geschäftsfähig ist (BVerfG 22,180 (219f.); BayObLG FamRZ 1995, 510). Ist ein Betreuter nicht zur freien Willensbestimmung fähig, ist nach seinem individuell mutmaßlichen Willen so zu entscheiden, wie er mit freien Willen selbst entscheiden würde (BVerfG – 1 BvL 8/15; BVerfG 2 BvR 1549/14 - 2 BvR 1550/14).

### Zwangsbefugnisse des Betreuers
Zwang darf vom Betreuer gegenüber dem Betreuten ausgeübt werden, wenn dies zur Durchführung einer zuvor vom Betreuungsgericht angeordneten Zwangseinweisung notwendig ist (§ 326 FamFG – dort aber nur durch die Betreuungsbehörde oder die von ihr beauftragte Polizei), oder aber bei der Postkontrolle (§ 1814 IV BGB). Streitig ist, wie Fälle gehandhabt werden sollen, bei denen der Betreuer zum Beispiel gewaltsam in die Wohnung gelangen muss, um nach Bankunterlagen zu suchen, da der Gesetzgeber hierfür keine gesetzlichen Grundlagen geschaffen hat. Zwangsbefugnisse, die über die im Gesetz genannten Zwangsbefugnisse hinausgehen, lehnte das Oberlandesgericht Frankfurt am Main ab, weil einerseits eine bloße Aufgabenzuweisung diese Befugnisse nicht beinhalte und andererseits auch Art. 13 GG dem entgegenstehe.
„In der Rechtsprechung des Bundesverfassungsgerichts ist darauf hingewiesen worden, dass der Vormund im Rahmen der Fürsorge öffentliche Funktionen wahrnimmt und sich daher der Mündel auch gegenüber Handlungen des Vormunds auf seine Grundrechte berufen kann; nichts anderes gilt im Verhältnis des Betreuers zum Betreuten.“

### Ärztliche Behandlung (Zwangsbehandlung)
Jede ärztliche Behandlung oder medizinische Untersuchung ist ein Eingriff in das in Art. 2 Abs. 2 GG garantierte Grundrecht auf körperliche Unversehrtheit. Sie bedarf daher der Einwilligung. Solange der Betreute einwilligungsfähig, also entscheidungsfähig ist, entscheidet er selbst; der Betreuer darf nicht in eine Behandlung einwilligen. Entscheidungsfähig ist, wer Art, Bedeutung und Tragweite der ärztlichen Maßnahme und deren Risiken erfassen und seinen Willen danach bestimmen kann (BT-Drucks 11/4528).
Ist der Betroffene nicht entscheidungsfähig,  ist der individuell mutmaßliche Wille nach § 1829 Abs. 3; § 1832 Abs. 1 S. 1 Nr. 3 BGB zu beachten:
„Liegt keine Patientenverfügung vor oder treffen die Festlegungen einer Patientenverfügung nicht auf die aktuelle Lebens- und Behandlungssituation zu, hat der Betreuer die Behandlungswünsche oder den mutmaßlichen Willen des Betreuten festzustellen und auf dieser Grundlage zu entscheiden, ob er in eine ärztliche Maßnahme nach Absatz 1 einwilligt oder sie untersagt. Der mutmaßliche Wille ist aufgrund konkreter Anhaltspunkte zu ermitteln. Zu berücksichtigen sind insbesondere frühere mündliche oder schriftliche Äußerungen, ethische oder religiöse Überzeugungen und sonstige persönliche Wertvorstellungen des Betreuten.“
Ein Betreuer oder Bevollmächtigter hat für einen nicht entscheidungsfähigen Betreuten also so zu entscheiden, wie der Betreute selbst entscheiden würde, wenn er selbst entscheiden könnte. Gegen den in einer zutreffenden Patientenverfügung festgelegten Willen des Betreuten darf aber nicht mit Rückgriff auf einen angenommen freien Willen gehandelt werden (§ 1827 Abs. 2 BGB; BGH Beschluss XII ZB 2/03). Nur wenn trotz sorgfältiger Prüfung keine Anhaltspunkte zur Ermittlung des individuellen mutmaßlichen Willens des nicht entscheidungsfähigen Patienten zu finden sind, kann und muss auf Kriterien zurückgegriffen werden, die allgemeinen Wertvorstellungen entsprechen (BGH 1 StR 357/94).
Wenn in einer Patientenverfügung Festlegungen für ärztliche Maßnahmen (Behandlung oder Nicht-Behandlung) in bestimmten Situationen enthalten sind, sind diese verbindlich, wenn durch diese Festlegungen der Wille des Betreuten für eine konkrete Behandlungssituation eindeutig und sicher festgestellt werden kann. Der Arzt und der Betreuer oder Bevollmächtigte müssen eine verbindliche Patientenverfügung beachten (§ 1827; § 1832 Abs. 1 S. 1 Nr. 3 BGB). Die Missachtung des Patientenwillens, also eine Zwangsbehandlung, kann als Körperverletzung strafbar sein.

Mit dem Gesetz zur Regelung der betreuungsrechtlichen Einwilligung in eine ärztliche Zwangsmaßnahme vom 18. Februar 2013 wurde in § 1906 BGB eine Rechtsgrundlage für ärztliche Zwangsbehandlungen im Betreuungsrecht geschaffen, wobei, wie oben ausgeführt, nach dem individuell mutmaßlichen Willen des Patienten, der in Form einer Patientenverfügung vorliegen kann, nach § 1901a; § 1906a Abs. 1 S. 1 Nr. 3 BGB zu entscheiden ist Ebenso wurden die Verfahrensvorschriften zur Unterbringung im FamFG ergänzt. Seit 1. Januar 2023 sind die ärztlichen Zwangsmaßnahmen in § 1832 BGB geregelt.
Der Betreuer darf bei fehlendem freien Willen des Betreuten seine Zustimmung zur Zwangsbehandlung nur erteilen, wenn er zuvor einen ernstgemeinten Überzeugungsversuch unternommen hat, die ärztlichen Maßnahme notwendig ist, um eine drohende erhebliche Gesundheitsgefahr abzuwenden, kein milderes Mittel verfügbar ist und der zu erwartete Nutzen die zu erwartende Beeinträchtigung deutlich überwiegt (§ 1906 BGB).
Die Genehmigung des Betreuungsgerichts und des Betreuers sind erforderlich, nachdem zuvor versucht wurde, den Betreuten von der Notwendigkeit der ärztlichen Maßnahme zu überzeugen.
Daneben können Zwangsbehandlungen vom Gericht genehmigt werden, wenn sie zur eigenen Sicherheit des Betroffenen oder nach dem Psychisch-Kranken-Gesetz zum Schutz anderer Personen erfolgen, wobei dort dieselben Grundsätze wie im Betreuungsrecht zu beachten sind.
Die Zwangsbehandlung ist nur im Rahmen eines stationären Aufenthalts in einem Krankenhaus zulässig. Der Gesetzgeber hat keine Ermächtigungsgrundlage für eine Zwangsbehandlung im ambulanten Bereich erlassen. Diese kann folglich auch dann nicht erfolgen, wenn sie den geringeren Eingriff darstellen würde.
Nach dem Bericht des UN-Sonderberichterstatters für Folter und andere grausame, unmenschliche oder erniedrigende Behandlung oder Strafe, Juan E. Méndez, ist jede Zwangsbehandlung, die nicht der Abwendung eines akuten lebensbedrohlichen Zustands dient, nach der UN-BRK, die in den Staaten, die sie ratifiziert haben, Gesetzesstatus hat, untersagt und zwar unabhängig davon, ob der Betroffene einwilligungsfähig ist oder nicht.

### Unterbringung
Das Verfahren zur Genehmigung der Zustimmung zu einer unterbringungsähnlichen Maßnahme ist in § 1831 Abs. 4 BGB wie beim Unterbringungsverfahren geregelt; allerdings genügt ein ärztliches Zeugnis anstatt eines Gutachtens. Doch kann der Amtsermittlungsgrundsatz des § 26 FamFG dazu führen, dass der Betreuungsrichter bei besonders schwerwiegenden Eingriffen in die Grundrechte des Betreuten ein Sachverständigengutachten einholt.

### Freiheitsbeschränkende Maßnahmen
Freiheitsbeschränkende Maßnahmen im Sinne von § 1831 Abs. 4 BGB sind beispielsweise:
- Fesselung durch mechanische Vorrichtungen (Gurte, Riemen etc.)
- Wegnahme von Fortbewegungsmitteln (z. B. Rollator, Rollstuhl)
- Verabreichung von Sedativa

Dass freiheitsentziehende Maßnahmen im häuslichen Bereich nicht genehmigungspflichtig sind (§ 1831 Abs. 4 BGB), führt zu einer rechtlichen Grauzone und zu Kritik in der Fachliteratur.
Auch wenn sich der Betroffene bereits in einer freiheitsentziehenden Unterbringung befindet, bedarf der Einsatz weiterer freiheitsbeschränkender Maßnahmen der gerichtlichen Genehmigung.
Freiheitserweiternde Maßnahmen sind hier zu unterscheiden; sie sind nicht genehmigungspflichtig. So kann nach einem Schlaganfall ein Rollstuhl die Freiheit vergrößern, auch wenn bei großer Geschwindigkeit deswegen die Fixierung eines Beines an der Fußplatte erforderlich wird. Ebenso gelten das Wickeln und Fixieren von Säuglingen und Kleinkindern (auch im Gitterbett oder im Laufgitter) zur Erhöhung ihrer eigenen Sicherheit nicht als Freiheitsbeschränkung oder Freiheitsentziehung. Analog sind Sicherungsmaßnahmen zum Beispiel bei bereits Querschnittgelähmten nicht genehmigungspflichtig, da sie ihre Unfreiheit nicht vergrößern.

## Aufhebung der Betreuung
Die Bestellung eines Betreuers ist keine endgültige Angelegenheit. Der Betreute kann beim Betreuungsgericht die Prüfung und Aufhebung der Betreuung beantragen. Das Gericht ist verpflichtet, dies zu überprüfen. Es können Aufgabenbereiche wegfallen oder zusätzlich angeordnet werden sowie der Betreuer gewechselt werden (§ 1868 BGB).
Fällt der Bedarf für eine Betreuung weg, ist die Betreuung vom Gericht aufzuheben (§ 1870 BGB).
Der Betreute kann des Weiteren Beschwerde gegen die Betreuerbestellung einlegen. Auch am Verfahren beteiligte nahe Angehörige und die Betreuungsbehörde sind beschwerdeberechtigt (§ 59, § 303 FamFG). Zuständig für die Entscheidung ist das Landgericht, sofern das Betreuungsgericht aufgrund der Einlegung des Rechtsmittels die angefochtene Entscheidung nicht abändert (Abhilfe, § 68 Abs. 1 FamFG).

## Kritik
Der Begriff der Betreuung ist für manche Personen beschönigend und missverständlich: Wenn z. B. ältere Menschen im Krankenhaus gefragt werden, ob sie betreut werden möchten, gehen sie oft davon aus, dass von jemandem die Rede ist, der ihnen mit Rat und Tat durch den Klinikalltag hilft, und nicht davon, dass jemandem rechtlich wirksame Vertretungsmacht erteilt werden soll. Ersteres werden sie in der Regel wünschen, letzteres dagegen oft kritisch sehen.
Betreuung wird von unterschiedlichen Gruppen sowie von Betreuten und Betreuern mitunter recht unterschiedlich bewertet: Dies dürfte im Wesentlichen daher rühren, dass Betreuungen in der Praxis tatsächlich auch recht unterschiedlich gehandhabt werden, abhängig von dem Willen des Betreuten sowie Ausbildung und Persönlichkeit des Betreuers. Das Feld der Aufgaben, mit denen sich der Betreuer konfrontiert sieht, kann sehr umfangreich sein. Der Betreute hat jederzeit das Recht, einen anderen Betreuer zu verlangen (vgl. § 1868 BGB); das Betreuungsgericht muss dem aber nur folgen, wenn der Betreute eine mindestens gleich geeignete Person vorschlägt.
Ob der betreute Mensch, der Betroffene, dann auch faktisch in der Lage ist, sich rechtlich mit Betreuungsgericht, Betreuungsbehörde oder Betreuer auseinanderzusetzen, bleibt im Einzelfall ungewiss. Insbesondere Menschen mit einer Lernbehinderung, geistigen Behinderung oder psychischen Erkrankung haben in aller Regel Schwierigkeiten im Umgang mit Gerichten und bei Rechtsgeschäften. Für den Betreuten bedarf es in den Fällen der Bestellung eines Betreuers oder einer Anordnung einer Unterbringung einer neutralen Unterstützung, damit auch die Selbstbestimmung und Selbstverantwortung des Betreuten durch die Betreuung erhalten bleibe. In solchen Fällen wird vom Betreuungsgericht zusätzlich ein Verfahrenspfleger bestellt, der die Interessen des Betroffenen zu vertreten hat.
Die Vorschriften, die den Betreuten schützen sollen, wie etwa, dass seine Wünsche zu berücksichtigen sind, verschaffen diesem zwar Rechte, werden diese aber verletzt, so muss der Betreute diese Rechte erst gegen seinen Betreuer durchsetzen. Diese Rechte bestehen nur im Innenverhältnis zwischen Betreutem und Betreuer. Im Gegensatz dazu steht das Außenverhältnis zwischen dem Betreuer und denjenigen gegenüber denen der Betreuer den Betreuten vertritt. Hier erlangen auch im Innenverhältnis rechtswidrige Handlungen des Betreuers unmittelbar Rechtskraft und sind daher für den Betreuten bindend. Wenn der Betreuer etwa entgegen dem Willen des Betreuten Verträge abschließt oder Willensäußerungen bei Behörden oder Gerichten abgibt, sind diese ohne Weiteres gültig. Erst nachträglich, wenn und sobald er davon erfährt kann der Betreute sich hiergegen wehren, wenn er es denn kann, wobei er hierzu auf den Rechtsweg verwiesen ist, also etwa Schadensersatzforderungen gegen den Betreuer wegen dessen rechtswidriger Handlung geltend machen muss. Eine wirkliche Rückabwicklung des vom Betreuer verursachten, etwa der Verkauf einer Wohnung, an die eine starke emotionale Bindung besteht, ist damit im Allgemeinen nicht mehr möglich.
Rechtlich wird die Anordnung einer Betreuung als letztes Mittel der Unterstützung angesehen, sofern andere Mittel der Unterstützung nicht zur Verfügung stehen oder ungeeignet sind. Trotzdem verweisen in der Praxis Gerichte Hilfebedürftige ohne Weiteres darauf, dass es Ihnen zumutbar ist, freiwillig einer Betreuung zuzustimmen, „da der Betreuer im Innenverhältnis nach § 1901 Abs. 3 BGB grundsätzlich an die Wünsche des Betreuten gebunden ist“. (§ 1901 Abs. 3 BGB alter Fassung entspricht § 1821 Abs. 2 und 3 BGB neuer Fassung.)
Im Hinblick auf die inklusiven, auf den „allgemeinen Menschenrechten“ basierenden Forderungen der UN-Behindertenrechtskonvention (UN-BRK) mit ihrem Leitsatz, dass vor allem einstellungs- und umweltbedingte Barrieren „Behinderte“ an der vollen und gleichberechtigten Teilhabe bzw. Teilnahme an der Gesellschaft hinderten, solle sich das Betreuungswesen von seiner an Defiziten und Fürsorge orientierten Sichtweise künftig mehr in Richtung Selbstbestimmung und Partizipation von Menschen mit Behinderung entwickeln. Laut dem UNO-Fachausschuss zur Behindertenrechtskonvention ist das Instrument der rechtlichen Betreuung mit der UN-Behindertenrechtskonvention unvereinbar. Der Ausschuss empfahl der Bundesrepublik Deutschland, alle Formen der ersetzenden Entscheidungsfindung abzuschaffen und durch ein System der unterstützenden Entscheidungsfindung zu ersetzen. Außerdem soll die Bundesrepublik professionelle Qualitätsstandards für Mechanismen der unterstützenden Entscheidungsfindung entwickeln.
Auch die jüngste ICF-Klassifikation (Internationale Klassifikation von Funktionsfähigkeit, Behinderung und Gesundheit) der Weltgesundheitsorganisation (WHO) mit der Definition von „Behinderung“ als Folge von Wechselwirkungen zwischen Menschen und ihrer Umwelt und nicht als medizinische oder biologische Fehlfunktion („Krankheit“) gibt Anlass zur kritischen Betrachtung einer paternalistisch geprägten Sichtweise; er ist umfassender als der deutsche Behinderungsbegriff des SGB IX [Sozialgesetzbuch IX].
Bei der Bundestagswahl 2013 wurden zu Unrecht behinderte und psychisch kranke Menschen, die unter Betreuung standen, ausgeschlossen, urteilte das Bundesverfassungsgericht im Februar 2019. Inzwischen haben der Bund und alle Bundesländer die Wahleinschränkungen für Betreute aufgehoben.